# Corregidor
Corregidor ( tagalog:Isla ng Corregidor) je ostrov blízko Luzonu v Manilské zátoce na Filipínách. V průběhu obou světových válek byl silně fortifikován a využíván Americkou armádou jako pevnost sloužící k ochraně Manilské zátoky. Jedná se o skalnatý ostrov pokrytý džunglí. Je 6 km dlouhý a jeho rozloha činí 5 km². Nejvyšší bod se anglicky nazývá Topside a nachází se v nadmořské výšce 121 m n. m. Ostrov je sopečného původu, nachází se zde kaldera, která vyhasla asi před 1 milionem let.

## Historie
Jako pevnost začali využívat Corregidor Španělé. Pozdější kolonisté Američané zde v roce 1903 zřídili vojenskou nemocnici a o rok dříve vojenský prostor. Známou se stala ale až za druhé světové války, kdy zde proběhla bitva o Corregidor, která vedla k totálnímu obsazení Filipín Japonci v roce 1942. V roce 1945 byla znovu dobyta. Památník druhé světové války tu mají jak Američané, tak Japonci a Filipínci.

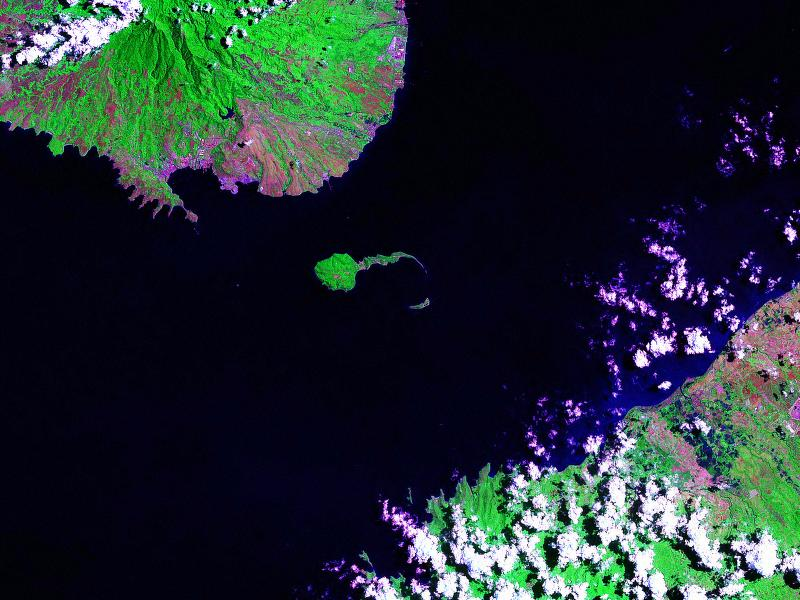
Corregidor v rámci Manilské zátoky
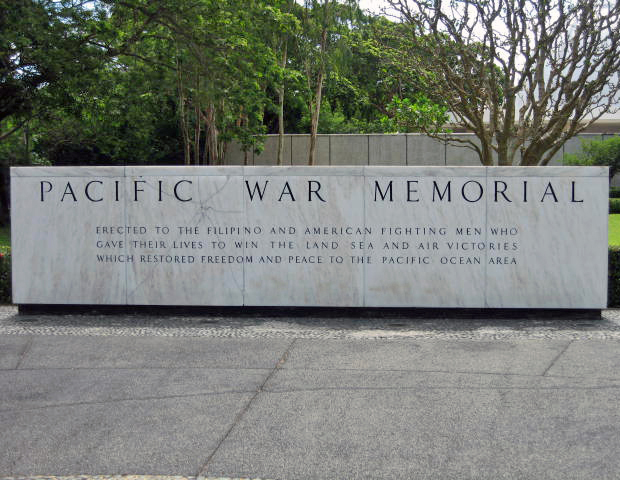
Americký památník války v Tichomoří: Věnováno filipínským a americkým vojákům,kteří dali životy pro konečné vítězství a svobodu v oblastech Pacifiku